# Guerra Civil em Chipre
A Guerra Civil Cipriota ou conflitos intercomunitários em Chipre se refere a períodos de violência sectária entre cipriotas gregos e cipriotas turcos na ilha de Chipre de 1955 a 1964.
Em 1955, os cipriotas gregos pegaram em armas contra os ingleses o que fez com que as milícias de cipriotas turcos fossem recrutadas para reforçar as tropas coloniais. Os Acordos de Zurique e Londres em 1959 pusseram fim à luta anticolonial e o Tratado de Garantia assegurava o abandono de quaisquer reivindicações territoriais britânicas no futuro. Reino Unido, Turquia e Grécia tornaram-se garantidores do equilíbrio constitucional da República de Chipre. O tratado dá, em particular, um direito de intervenção militar, sob certas condições, para restaurar a ordem constitucional se ela for alterada Chipre tornou-se uma república independente em 1960, e um membro da ONU e da Commonwealth. O Arcebispo Makarios III, um carismático líder religioso e político, foi eleito o primeiro presidente de Chipre independente.
A Constituição de Chipre garante à minoria turca cipriota força política (30% de cargos no setor público e 40% na política) em relação ao seu peso demográfico (18% da população) e um poder de veto sobre as decisões do parlamento em um sistema comunitário que alguns consideram semelhante ao do Líbano.
Em 1963, o Makarios III propõe emendas à Constituição de 1960. Esta proposta, conhecida como "13 Emendas de Makarios" foi projetada para resolver o impasse institucional que persistia por vários meses. De fato, representantes dos gregos e turcos de Chipre usavam alternadamente, e de forma sistemática, de seu direito de veto às propostas da outra comunidade, o bloqueio era inevitável. As questões fiscais e o compartilhamento da administração das cidades, estavam em 1963, causando paralisia completa das instituições sobre estas questões. Os cipriotas gregos argumentaram que os complexos mecanismos introduzidos para proteger os interesses dos turcos eram obstáculos para um governo eficiente e, como tal, desenvolveram o Plano Akritas destinado a forçar todos os parlamentares cipriotas turcos do governo de modo a não perturbar os planos dos cipriotas gregos de Enosis. Esta tomada de poder do presidente de Chipre contribuiu para as crescentes tensões entre as duas comunidades, levando a violentos confrontos intercomunitários, em dezembro de 1963. Este sangrento episódio bastante controverso em sua realização, certamente marca o fim das esperanças de uma coexistência pacífica entre as duas comunidades, que estão constantemente separadas, e competindo em uma luta fratricida.
As duas comunidades entram em confrontos armados, apoiadas, cada uma das partes, respectivamente, pela Grécia e pela Turquia. Face à gravidade dos confrontos as Nações Unidas decidiram, pela Resolução 186 do Conselho de Segurança de 1964, enviar um contingente de boinas azuis para interposição entre as partes - a Força das Nações Unidas para Manutenção da Paz no Chipre, efetivamente reconhecendo os cipriotas gregos como o governo. Em 1964, o primeiro-ministro britânico, Sir Alec Douglas-Home, se reuniu com o procurador-geral estadunidense, Robert Kennedy, para explicar por que a intervenção internacional era necessária afirmando que "se eles não tivessem feito isso, teria ocorrido provavelmente um massacre dos cipriotas turcos" que foram confinados em enclaves, totalizando pouco mais de 3% da ilha.
A situação agrava-se com o desencadeamento de um golpe de Estado efetuado pela Guarda Nacional de Chipre, instigado pelo governo de direita grega, a ditadura dos coronéis (1967-1974), e com o apoio de Washington e da OTAN, o golpe depôs Makarios e substituiu-o por Nikos Sampson, em uma tentativa de colocar no poder as forças políticas favoráveis à Enosis (união com a Grécia). Esta situação conduziu a uma intervenção militar pela Turquia a pretexto de proteger a minoria turca. Essa ação militar, justificada pela existência do Tratado de Garantia da Constituição de 1960, foi para restaurar a ordem constitucional na ilha. Em vez disso, embora o golpe tinha falhado em menos de dez dias, a invasão turca foi mantida e repartiu da ilha em duas. A República de Chipre, portanto, viu-se privada de mais de 30% de seu território ocupado militarmente pelo exército turco. Em 1983, a parte ocupada de Chipre declarou independência como República Turca de Chipre do Norte (RTCN), mas, depois de ter sido uma violação flagrante do direito internacional, não foi reconhecida pelo resto da comunidade internacional, com exceção da Turquia.